# Should’ve Gone to Bed
Should’ve Gone to Bed — третий мини-альбом американской поп-панк группы Plain White T's, выпущен 9 апреля 2013 год, клип на одноименную песню вышел в июне 2013 года..

## Список композиций
| №  | Название                | Автор(ы)      | Длительность |
| -- | ----------------------- | ------------- | ------------ |
| 1. | «Should've Gone to Bed» | Tom Higgenson | 3:18         |
| 2. | «The Giving Tree»       | Tim Lopez     | 3:01         |
| 3. | «Helium»                | Tom Higgenson | 3:18         |
| 4. | «Haven't Told Her»      | Tim Lopez     | 3:57         |